# Johan van Brandenburg-Kulmbach
Johan van Brandenburg-Kulmbach bijgenaamd de Alchemist (1406 - Baiersdorf, 16 november 1464) was van 1437 tot aan zijn dood markgraaf van Brandenburg-Kulmbach. Hij behoorde tot het huis Hohenzollern.

## Levensloop
Johan was de oudste zoon van keurvorst Frederik I van Brandenburg en Elisabeth van Beieren. 
Op 24 mei 1416 huwde de amper tienjarige Johan met Barbara (1405-1465), dochter van hertog Rudolf III van Saksen-Wittenberg. Het huwelijk werd geregeld door keizer Sigismund, die beloofde om Johan als opvolger van de Ascaniërs met het keurvorstendom Saksen te belenen. Sigismund hield zich echter niet aan de belofte en gaf Johan in 1422 een hoge geldsom als schadeloosstelling. 
Toen Johan achttien jaar werd, begon zijn vader hem bij de staatszaken te betrekken en in 1426 werd hij benoemd tot stadhouder in de Mark. De weinig ambitieuze Johan, die ook alchemie uitoefende, bleek echter al snel een incompetent heerser en was niet geïnteresseerd in staatszaken. Dit dreef zijn vader ertoe om hem in 1437 de Frankische gebieden van het huis Hohenzollern te geven, die rijk waren aan mijnen. Johan werd benoemd tot markgraaf van Brandenburg-Kulmbach en gaf daarmee zijn rechten als eerstgeboren zoon op. Hij ging resideren in de Plassenburg in Kulmbach. Na de dood van zijn vader in 1440 werd Johans jongere broer Frederik II de nieuwe keurvorst van Brandenburg.
In 1442 beëindigde Johan met de Vrede van Wittstock het conflict tussen Brandenburg en Mecklenburg om de successie- en de leenrechten van het huis Mecklenburg-Werle, dat in 1436 in de mannelijke lijn uitgestorven was. Brandenburg mocht de Uckermark behouden en kreeg het recht op de erfopvolging in Mecklenburg indien het huis Mecklenburg zou uitsterven.
Ook kreeg Johan van zijn schoonzoon, koning Christoffel III van Denemarken, de administratie toegewezen over diens gebieden in de Opper-Palts.
Johan overleed in november 1464. Omdat hij geen overlevende mannelijke nakomelingen had, ging Brandenburg-Kulmbach na zijn dood naar zijn jongere broer Albert Achilles, met wie hij in 1435 een pelgrimstocht naar Jeruzalem had ondernomen.

## Nakomelingen
Johan en zijn echtgenote Barbara kregen vier kinderen:
- Barbara (1422-1481), huwde in 1433 met markgraaf Lodewijk III Gonzaga van Mantua
- Rudolf (1424-1424)
- Elisabeth (1425-1465), huwde eerst in 1440 met hertog Joachim van Pommeren en daarna in 1454 met hertog Wartislaw X van Pommeren
- Dorothea (1430-1495), huwde eerst in 1445 met koning Christoffel III van Denemarken en daarna in 1449 met koning Christiaan I van Denemarken

Ook had hij drie buitenechtelijke kinderen: twee dochters, Magdalena en Francisca, die beiden huwden met Italiaanse graven en een zoon, Fritz.